# Індикатори світового розвитку
Індикатори світового розвитку (англ. World Development Indicators (WDI)) — база ключових показників розвитку від Світового банку, зібраних з офіційних визнаних міжнародних джерел. Вона містить найбільш актуальні і точні дані глобального розвитку, а також загальні національні, регіональні та глобальні оцінки. В цілому база містить понад 800 показників, які описують понад 150 країн світу. Інтернет-база оновлюється тричі на рік, щороку у квітні виходить офіційне паперове видання.
Вебсайт Світового банку надає доступ до бази даних ІСР безкоштовно для всіх користувачів. Вибір даних представлений на сайті data.worldbank.org. Користувачі можуть переглядати дані за країнами, показниками, темами та каталогом даних. Служба економічних та соціальних даних (ESDS) надає макроекономічні набори даних безкоштовно для зареєстрованих членів вищих навчальних закладів Великої Британії.